# Кругликов, Иван Гаврилович
Иван Гаврилович Кругликов (13 августа 1787 — 30 октября 1847) — тайный советник, участник войны 1812 года. В 1832 году присоединил к своей фамилию жены, наследницы графов Чернышёвых, и стал первым из графов Чернышёвых-Кругликовых.

## Биография
Сын смоленского помещика Гаврилы Ивановича Кругликова от брака его с княжной Еленой Петровной Вадбольской. Воспитывался в благородном пансионе Московского университета и в июне 1803 года был определён на службу в Государственную коллегию иностранных дел, где состоял в должности переводчика до апреля 1808 года. С декабря 1808 года по февраль 1812 года служил в канцелярии малороссийского генерал-губернатора князя Я. И. Лобанова-Ростовского.
Масон, член ложи «Соединённых друзей» (с 1809), «Александра Златого льва» (с 1818—1819) и ложи «Орфей».
С началом Отечественной войны в чине титулярного советника оставил гражданскую службу и перешёл в военную. С июля 1812 года корнет Московского гусарского полка. В качестве адъютанта генерала Ф. П. Уварова участвовал в Бородинском сражении, затем при Чирикове, при Тарутине, при Малом Ярославце, при Вязьме и Красном. В заграничных походах русской армии против Наполеона в 1813 и 1814 годах он находился в сражениях при Лютцене, при Бауцене, при Пирне и в дрезденском деле.
Особенно отличился при Кульмском сражении, был награждён орденом Св. Владимира 4-й степени с бантом и знаком отличия прусского ордена Железного Креста. За участие в лейпцигском сражении получил золотую саблю с надписью «за храбрость» и был принят в адъютанты к генерал-адъютанту графу А. П. Ожаровскому. В октябре 1813 года участвовал в сражении под Бутельштетом и был произведён в поручики. Был в сражениях под Бриенном, под Тине, при Фершампенуазе, под Сампю и при взятии Парижа.
В мае 1814 года перешёл в адъютанты к генерал-адъютанту Васильчикову, при котором и состоял до производства своего в ротмистры в ноябре 1817 года. Вышел в отставку в чине полковника в январе 1826 года. Позже в чине действительного статского советника был присутствующим в придворной конюшенной конторе. Был пожалован придворным званием «в должности шталмейстера». 30 января 1835 года вышел в отставку с чином тайного советника.
Женился на дочери графа Г. И. Чернышёва (старшей сестре бывшего графа З. Г. Чернышёва, декабриста, лишённого всех прав и сосланного в Сибирь). После смерти в 1831 году графа Г. И. Чернышёва, по решению Комитета министров 14 января 1832 года Кругликов получил майорат Чернышёвых (первый по времени майорат в России), графский титул, герб и фамилию. После отставки по состоянию здоровья жил с семьёй за границей.
Князь А. В. Мещерский, называл Кругликова «очень приятным соседом». Был знаком с А. С. Пушкиным, состоял в приятельских отношениях с братьями Виельгорскими и Гоголем, с которым встречался во Франкфурте (1844) и Риме (1846). После смерти жены летом 1847 года с детьми вернулся в Петербург, где осенью того же года скончался. Похоронен в Москве в Новоспасском монастыре.

## Семья

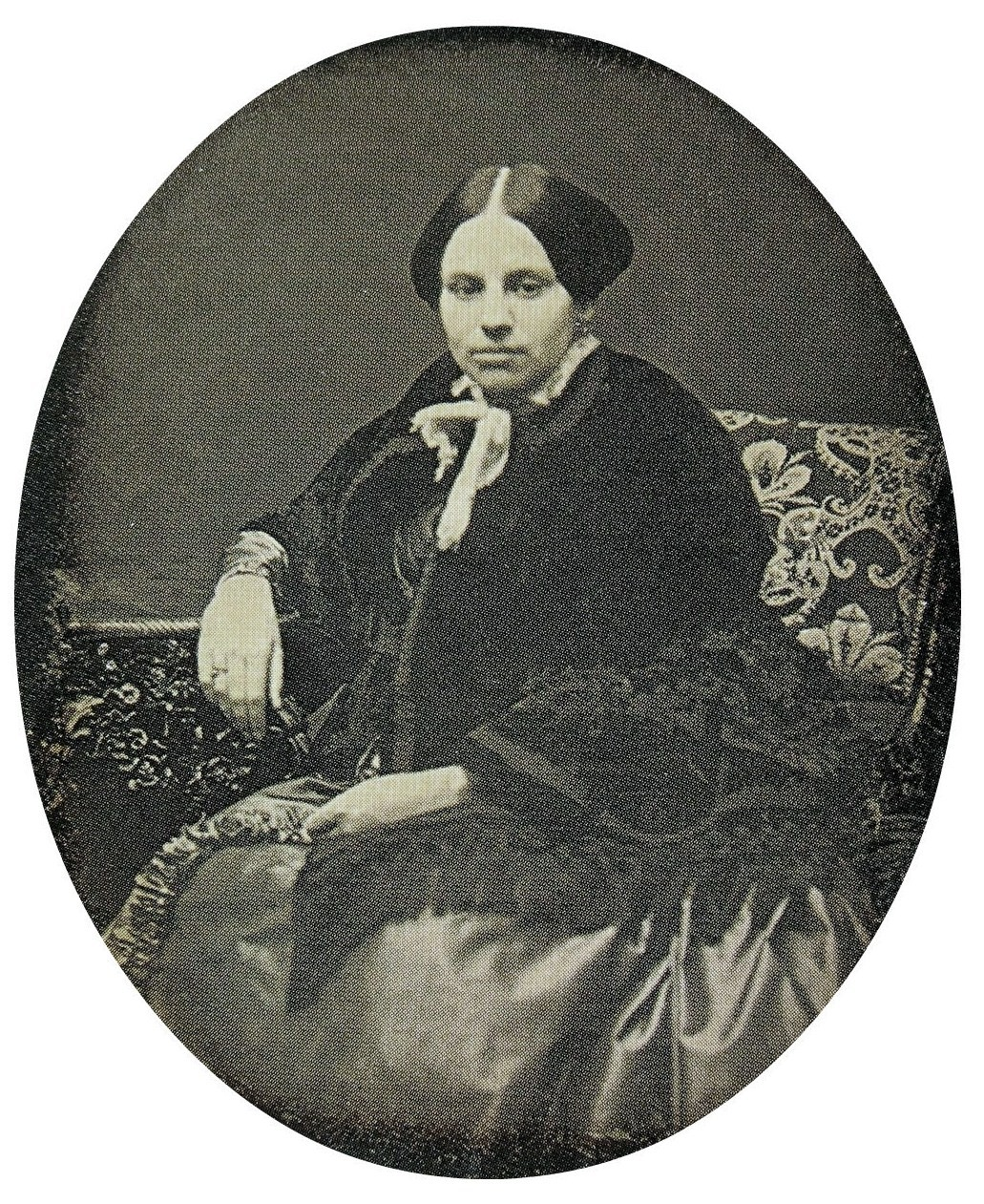
Софья Григорьевна Чернышёва, фото 1840-х гг.

Жена (с 9 мая 1828 года) — графиня Софья Григорьевна Чернышёва (1799—24.07.1847), фрейлина двора (1823), старшая дочь графа Г. И. Чернышёва от брака с Е. П. Квашниной-Самариной. Получила прекрасное домашнее образование и, как все Чернышёвы, отличалась независимостью, простотой и презрением к условностям большого света. По словам графа М. Д. Бутурлина, в молодости своей «степенная графиня Софья Григорьевна вместе с сестрами с энтузиазмом увлекалась сочинениями лорда Байрона. Так что про них говорили, что у добрых людей висит в изголовье икона, а у графинь Чернышёвых — портрет Байрона. Они были веселы, приветливы и любезны, и все выказали себя безупречными женами и образцовыми матерями». В Петербурге к Софье Григорьевне безуспешно сватался Евгений Понятовский, товарищ её брата по кавалергардскому полку, но она уже в довольно зрелом возрасте по своему выбору вышла замуж за Кругликова.
Венчание было в Москве в Знаменской церкви на Знаменке одновременно с венчанием её сестры Елизаветы с Чертковым.
События 14 декабря 1825 года были тяжелым испытанием для Софьи Григорьевны. Стараясь помочь не только родным, но чужим, Софья Григорьевна взяла на воспитание двух дочерей декабриста В. Л. Давыдова, родившихся до ссылки. «Только одна в мире Софья Григорьевна, только одна», «можно ли быть добрее, внимательнее, как она», — писал Давыдов. В январе 1833 года она обращалась с просьбой к А. Х. Бенкендорфу перевезти прах умершей в Сибири сестры Александры Муравьевой в Россию, но император не дал разрешения. Позже, пользуясь своим связями при дворе, ей удалось добиться разрешения увести свою осиротевшую племянницу Софью Муравьеву за границу, где она сама подолгу жила. Умерла от чахотки в июле 1847 года в Висбадене, тело её было перевезено в Россию и похоронено в родовой усыпальнице Чернышёвых в Новоспасском монастыре в Москве. Дети её, после смерти отца находились под опекой графа М. Ю. Виельгорского:
- Григорий Иванович (1830— ?)
- Александра Ивановна (1832—1926), фрейлина двора, замужем за В. А. Пашковым; вместе с сестрой-близняшкой была ревностной последовательницей английского проповедника лорда Редстока.
- Елизавета Ивановна (1832—1922), с 1851 года жена генерал-адъютанта Г. И. Черткова; благотворительница и последовательница лорда Редстока.
- Ипполит Иванович (1834—1907), служил на Кавказе, состоял адъютантом у князя А. И. Барятинского; флигель-адъютант Александра II, генерал-майор. По словам графа С. Д. Шереметева, «Чернышёв был добряк, но не пользовался репутацией трезвости и во хмелю отличался буйством»[10]. Был женат на графине Марии Ивановне Апраксиной (1843—1920[11]), их единственная дочь Софья (1864—1930) передала своему мужу А. Ф. Безобразову право на титул, фамилию и герб графов Чернышевых и право именоваться (с 1908 года) графом Чернышевым-Безобразовым.
- Софья Ивановна (ум. 1836)
- Евгений Иванович (1839— ?), владелец особняка на Английской набережной, 14[12].

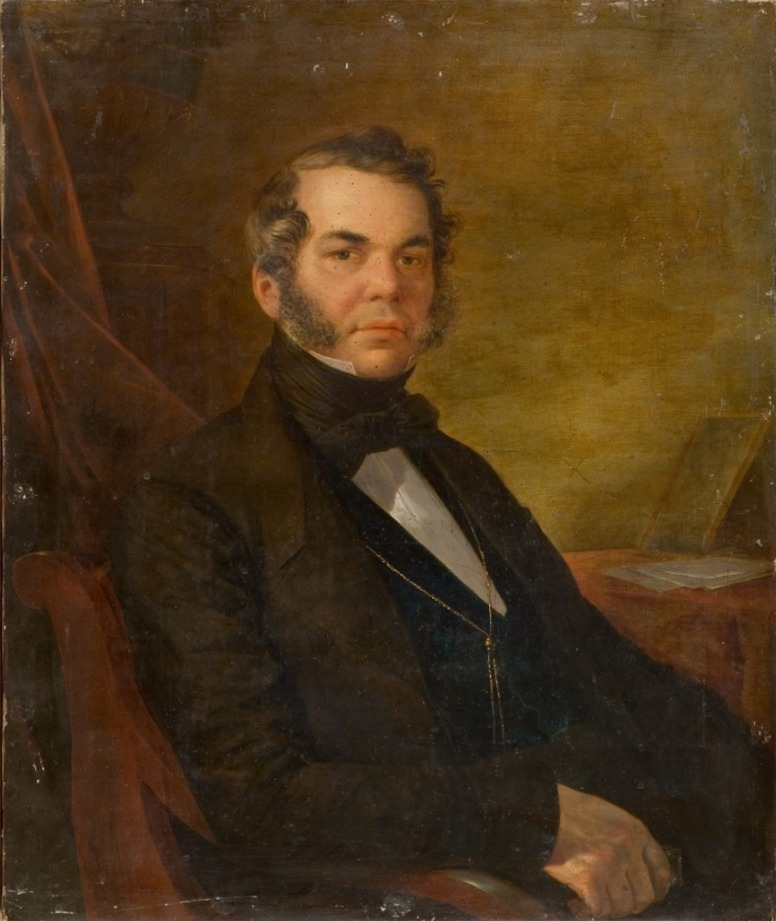
Иван Гаврилович Чернышёв-Кругликов, портрет работы Т. Е. Мягкова, 1843 г.
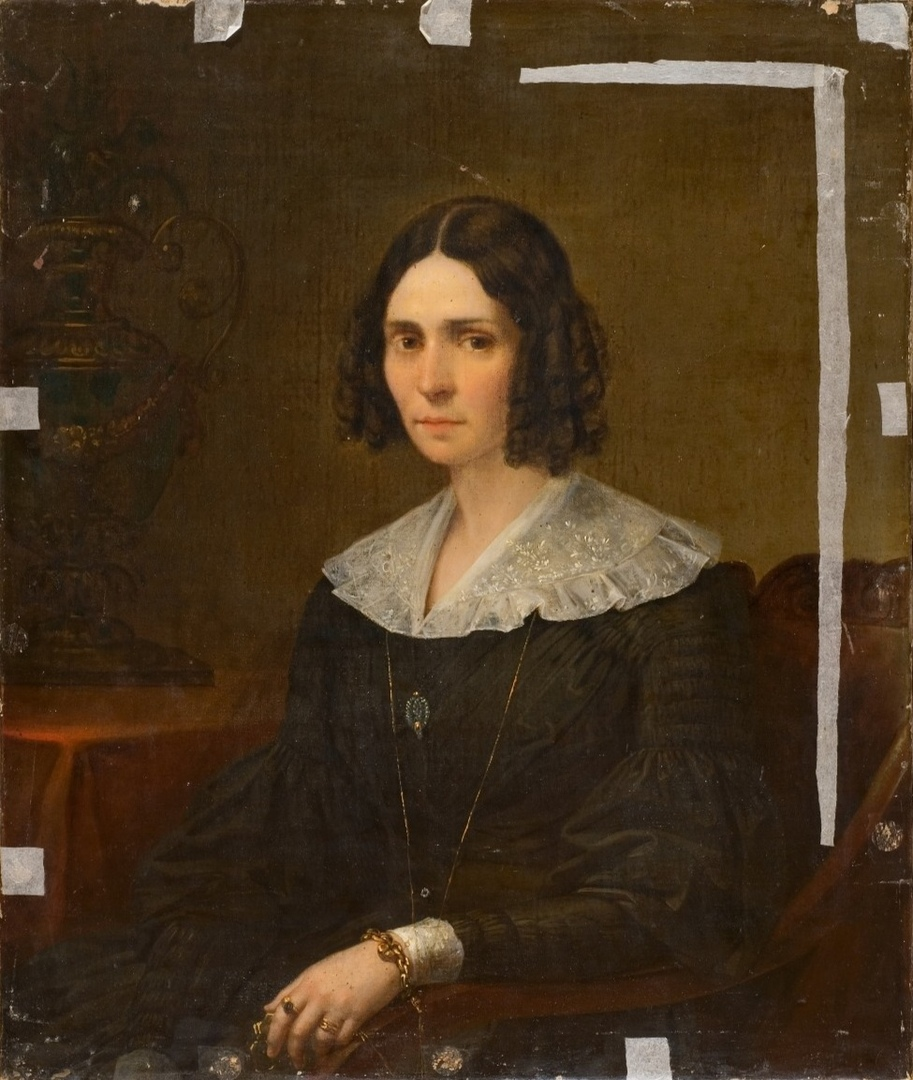
Софья Григорьевна Чернышёва, портрет работы Т. Е. Мягкова, 1843 г.
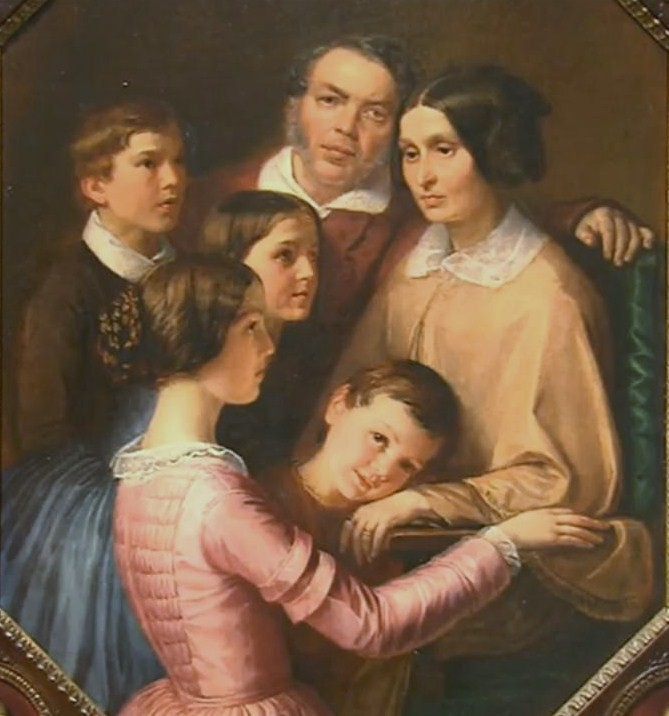
Чернышёвы-Кругликовы, портрет работы Ф. А. Моллера, 1847 г.
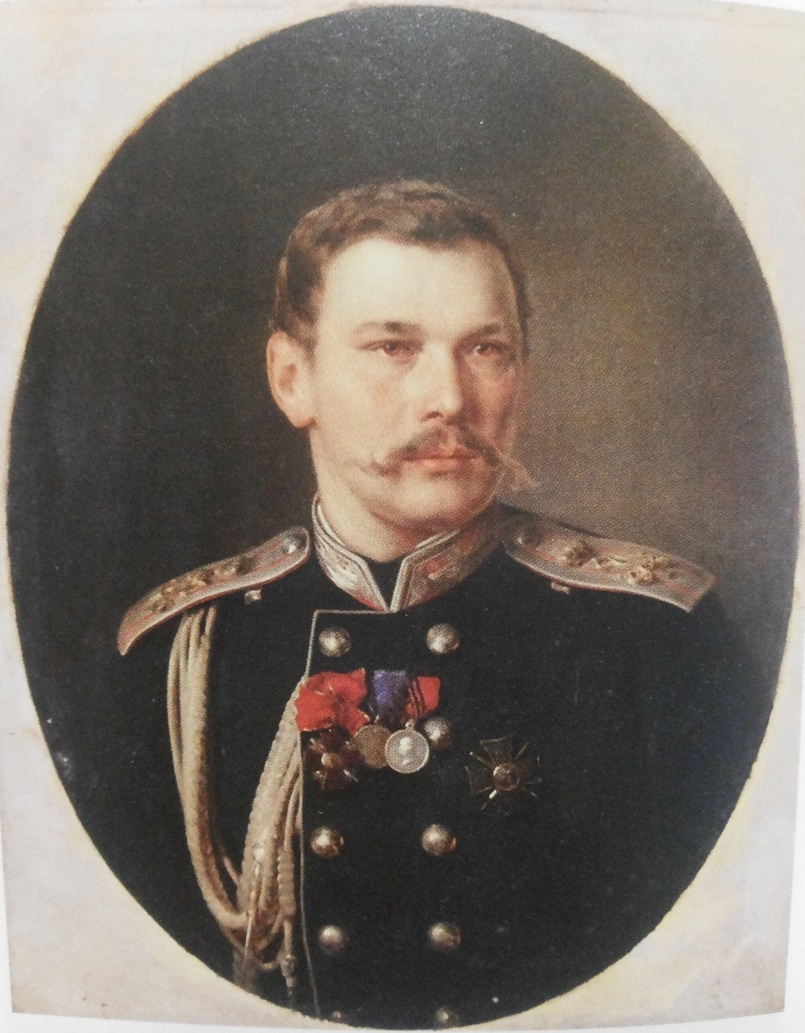
Ипполит Иванович Чернышёв-Кругликов, портрет работы А. Г. Горавского, 1870 г.